# Otto von Botenlauben

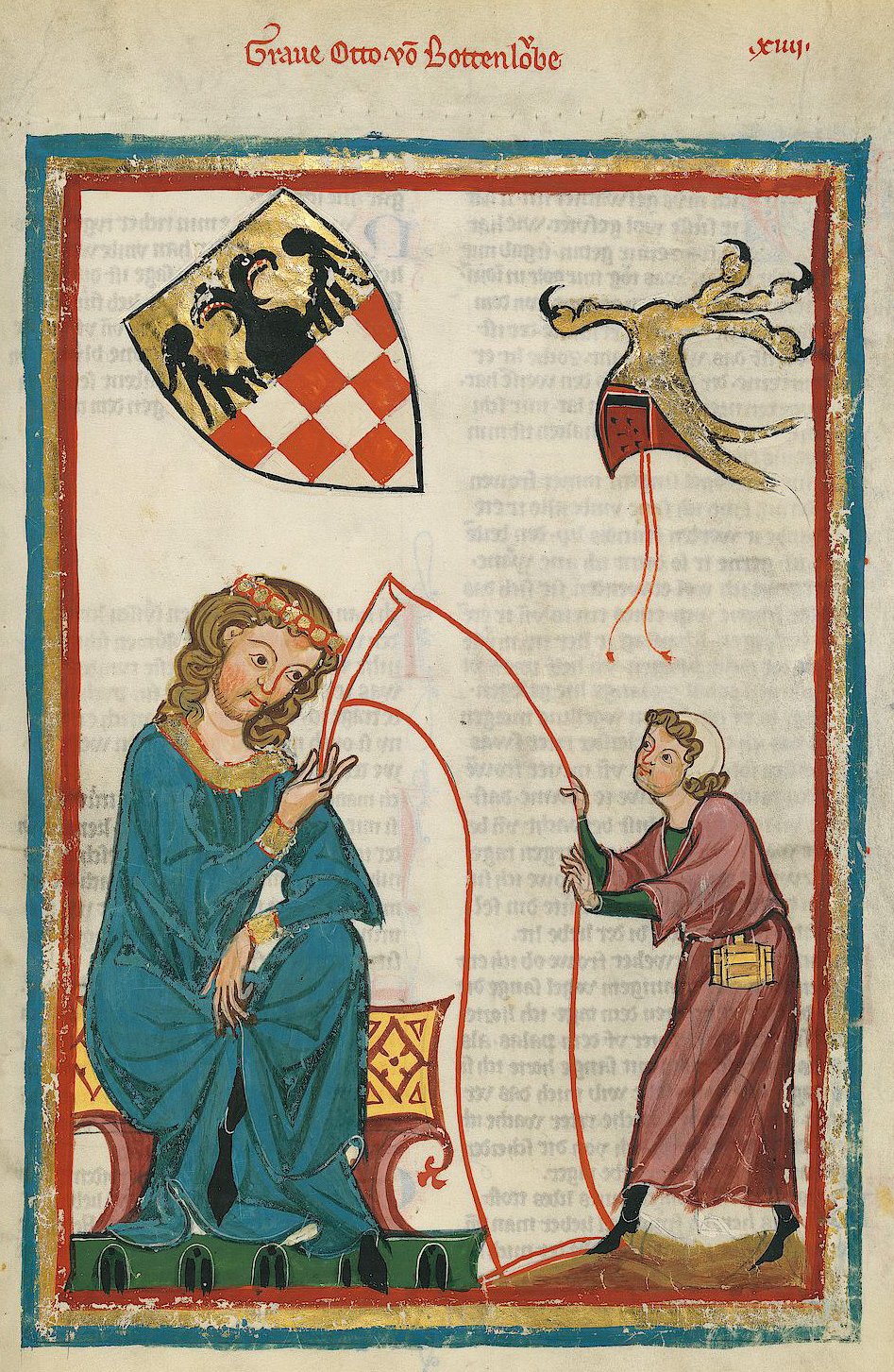
Graf Otto von Botenlauben vertraut einem Boten sein Lied an (Codex Manesse, 14. Jhd.)

Otto von Henneberg (* wahrscheinlich 1177 in Henneberg; † vor 1245 bei Kissingen) war ein deutscher Minnesänger, Kreuzfahrer und Klostergründer sowie Graf von Botenlauben (als solcher auch Otto von Botenlauben bzw. Graf Otto I. von Henneberg-Botenlauben) aus dem Adelsgeschlecht Henneberg.

## Leben

### Herkunft und Familie
Otto war Sohn des Grafen Poppo VI. von Henneberg, Burggraf von Würzburg, und seiner Gattin Sophie, Tochter Bertholds III. von Andechs.
Vettern waren somit Heinrich IV., Markgraf von Istrien, Ekbert von Andechs-Meranien, Bischof von Bamberg, und Berthold von Meran, Patriarch von Aquileia.
Ottos Cousine war die heilige Hedwig von Schlesien.
Die heilige Elisabeth von Thüringen war seine Nichte mütterlicherseits.

### Namensgebung

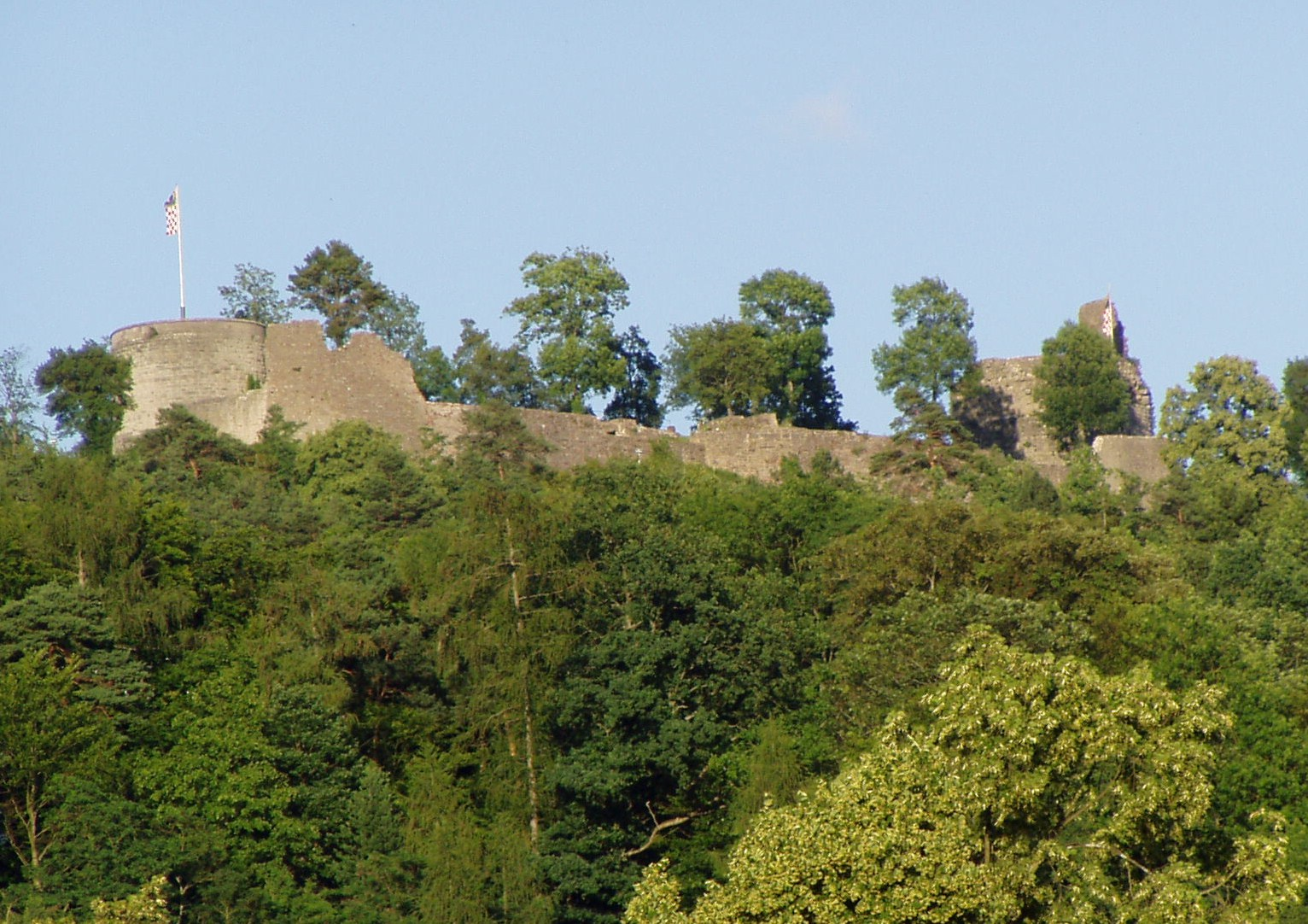
Burgruine Botenlauben

In den ältesten Urkunden (1196 und 1197) nannte er sich noch nach seinem Vater „Graf von Henneberg“. Im Jahr 1206 zeichnete er erstmals als „Graf von Botenlauben“, nach der Burg Botenlauben im Bad Kissinger Stadtteil Reiterswiesen, deren Ruine heute noch steht.

### Kreuzfahrer
Otto ist 1197 erstmals urkundlich am Hof von Kaiser Heinrich VI. bezeugt, an dessen Italienzug er teilnahm. Danach fuhr Otto mit dem Kreuzzug Heinrichs VI. ins Heilige Land und machte Karriere im Königreich Jerusalem, wo er es zu Ansehen und Wohlstand brachte und spätestens 1208 Beatrix von Courtenay, die Erbtochter des königlichen Seneschalls Joscelin III., heiratete, aus deren Recht er die „Seigneurie de Joscelin“ genannte Herrschaft erbte. 1220 verkaufte er die Herrschaft mit ihren elf Orten an den Deutschen Orden und kehrte endgültig nach Deutschland zurück, wo er in den folgenden Jahren wieder mehrfach am kaiserlichen Hof auftrat.
1234 veräußerte er die Burg Botenlauben an das Bistum Würzburg. Seine letzten Lebensjahre verbrachte Otto in frommer Zurückgezogenheit.
Seine beiden Söhne, Otto und Heinrich, wie auch sein Enkel Albert, traten in den geistlichen Stand, so dass Ottos Linie ohne Erben erlosch.

### Minnesänger

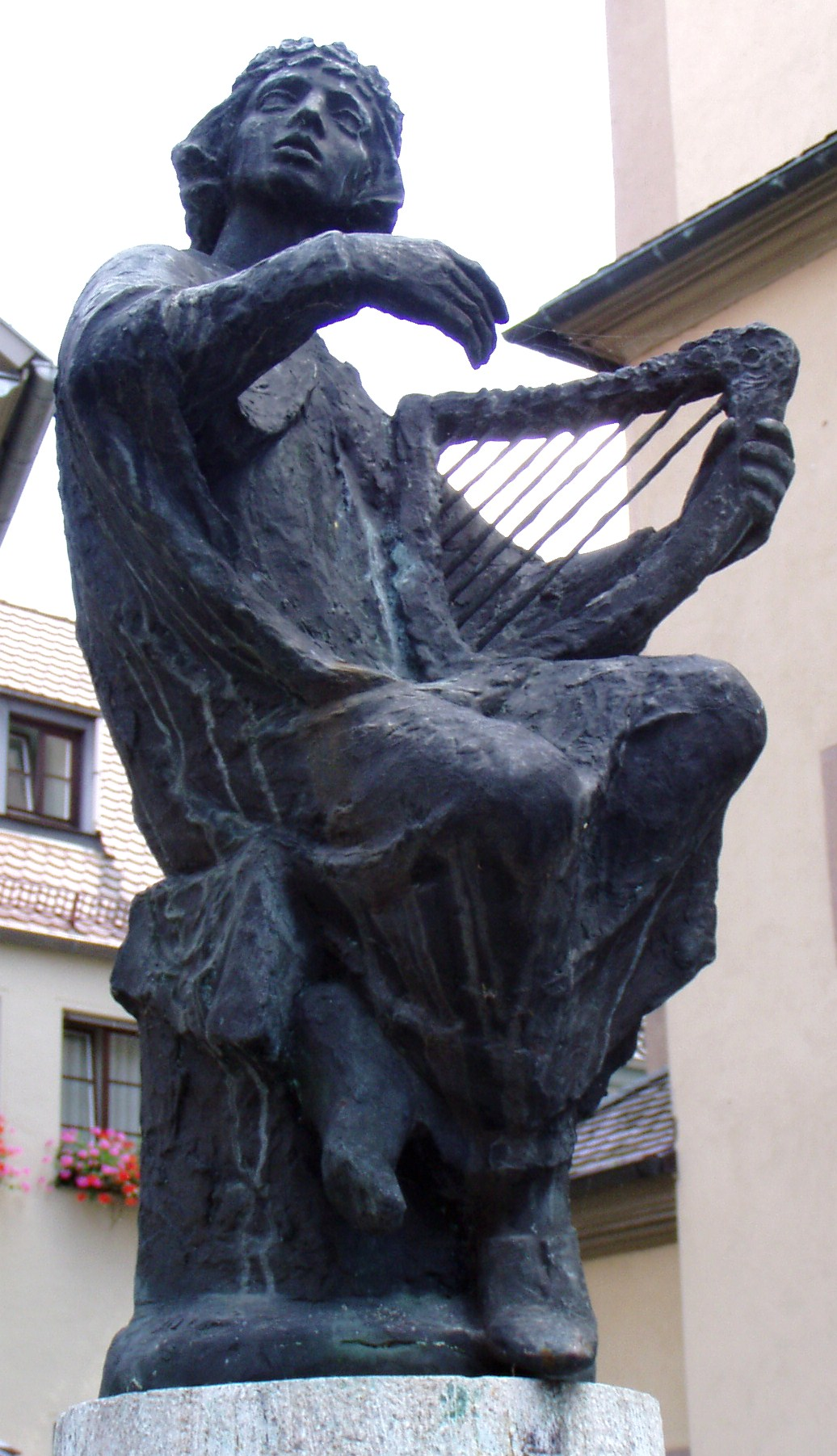
„Otto von Botenlauben“ als Minnesänger („Botenlauben-Brunnen“, Marktplatz, Bad Kissingen)

Otto zählt zu den im Codex Manesse gesammelten Minnesängern. Sein Œuvre ist schmal: Wenig mehr als zehn Werbe- und Tagelieder und ein Leich sind überliefert. Texte von ihm stehen auch in der Weingartner Liederhandschrift und (ein Gedicht unter dem Namen Niune) in der Kleinen Heidelberger Liederhandschrift und auch in den Carmina Burana.
Von Otto stammt eine für die Literaturgeschichte bedeutsame Einzelstrophe, die vom Karfunkelstein:
Karbvnkel ist ain stain genant,
von dem saget man, wie lieht er schine.
der ist min - vnd ist das wol bewant:
zu loche lit er in dem rine.
der kvnig also den waisen hat,
das ime den nieman schinen lat.
mir schinet dirre als ime tvt der:
behalten ist min vrowe als er.
Die 4. Zeile ist ohne Zweifel eine Anspielung auf das Nibelungenlied (Versenkung des Nibelungenhortes durch Hagen „zu Loche im Rhein“); Otto muss es also gekannt haben; und dieses sein Gedicht könnte ein Schlüssel für seine Datierung sein. Allerdings wird der Stein um 1250 im Text von Albertus Magnus und Anno 1350 bei einer Übergabeinventur erwähnt, das Nibelungenlied entstand aber zu Beginn des 13. Jahrhunderts. Somit kann der »Waise« aus der Reichskrone nicht untergegangen sein.
Die 5. Zeile ist eine Anspielung auf den Waisen genannten schönsten und wertvollsten [Karfunkel-]Stein (Bezeichnung für rote Korunde, vor allem Rubine) in der Reichskrone, der hier wohl – ähnlich wie bei Walther von der Vogelweide – pars pro toto steht, d. h. die ganze Krone meint. Mit dem König, dem die Krone mit dem „Waisen“ nicht scheint, ist nach allgemeiner Auffassung einer der Doppelwahl-Könige der Stauferzeit gemeint, der – jedenfalls im Zeitpunkt der Krönung – nicht im Besitz der Reichskrone war. Solche [Gegen-]Könige ohne Reichskrone gab es 1198 (Otto IV. - Krone im Besitz Philipps von Schwaben), 1208 (Otto IV. alleiniger König, aber die Krone von Bischof Konrad von Speier auf der Burg Trifels unter Verschluss gehalten) und 1215/1219 (Friedrich II. - Krone im Besitz Ottos IV.).

### Klostergründer

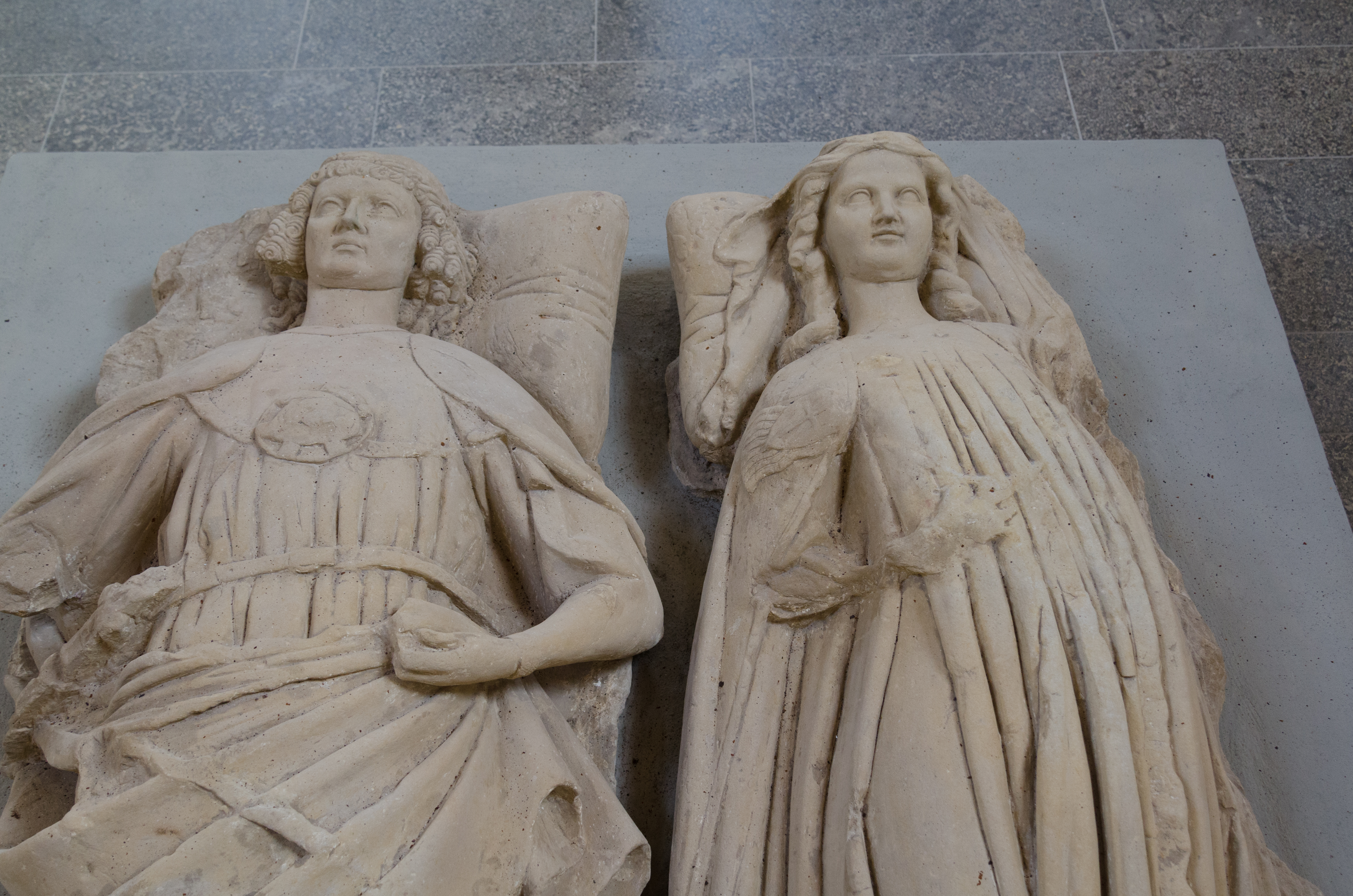
Hochgrab des Grafen Otto und der Gräfin Beatrix in der Klosterkirche Frauenroth

Otto stiftete 1231 zusammen mit seiner Frau das Zisterzienserinnenkloster Frauenroth, wo beide auch begraben liegen. 1244 schenkte er dem Kloster umfangreiche Besitzungen. Das Kloster wurde im Dreißigjährigen Krieg zerstört; der Grabstein ist jedoch bis heute erhalten.

### Primärtexte
- Otte von Bottenlouben. In: Carl von Kraus: Deutsche Liederdichter des 13. Jahrhunderts. Band 1: Text. 2. Auflage, durchgesehen von Gisela Kornrumpf. Niemeyer, Tübingen 1978, ISBN 3-484-10284-5, S. 307–316 (= Nr. 41).

### Sekundärliteratur
- Klaus Dieter Jaehrling: Die Lieder Ottos von Bodenlouben.  (Geistes- und sozialwissenschaftliche Dissertationen. Band 5). Lüdke, Hamburg 1970, ISBN 3-920588-05-3.
- Joachim Kröll: Otto von Botenlauben. In: Archiv für Geschichte von Oberfranken. Band 40. Bayreuth 1960, ISSN 0066-6335, S. 83–107.
- Joachim Kröll: Otto von Botenlauben. In: Wolfgang Buhl: Fränkische Klassiker. Eine Literaturgeschichte in Einzeldarstellungen. Nürnberger Presse, Nürnberg 1971, ISBN 3-920701-28-3, S. 74–84.
- Norbert H. Ott: Henneberg-Botenlauben, Otto Graf von. In: Neue Deutsche Biographie (NDB). Band 8, Duncker & Humblot, Berlin 1969, ISBN 3-428-00189-3, S. 538 f. (Digitalisat).
- Silvia Ranawake: Otto von Botenlauben. In: Verfasserlexikon. Band 7. De Gruyter, Berlin 1989, Spalte 208–213.
- Peter Weidisch (Hrsg.): Otto von Botenlauben – Minnesänger, Kreuzfahrer, Klostergründer. (= Bad Kissinger Archiv-Schriften. Band 1). Schöningh, Würzburg 1994, ISBN 3-87717-703-4.
- Rudolf Kilian Weigand: Vom Kreuzzugsaufruf zum Minnelied. Überlieferungsformen und Datierungsfragen weltlicher Minnelyrik. In: Marcel Dobberstein (Hrsg.): Artes liberales. (Eichstätter Abhandlungen zur Musikwissenschaft. Band 13). Schneider, Tutzing 1998, ISBN 3-7952-0932-3, S. 69–92.